# Коханці-суперники
«Коханці» (грец. Ἐρασταί; лат. Amatores) — це сократичний діалог, автентичність якого є під сумнівом, але існує версія, що він містить у собі традиційну збірку робіт Платона.

## Назва
Грецька назва «Erastai» є формою множини слова «erastēs», що означає старшого партнера у гомосексуальних стосунках. Оскільки в класичних грецьких термінах такі відносини складаються зі старшого чоловіка (erastēs)  і юнака (erōmenos), назва «Коханці» інколи використовується для цього діалогу, але вона має технічний сенс «любителя» та його «улюбленця», це вводить в оману, якщо брати до уваги двох людей у стосунках зі взаємними почуттями. Стародавні рукописні маргіналії свідчать про те, що заголовок міг би бути «Anterastai» (Ἀντερασταί), що конкретно означає «Rival erastai» (Коханці-суперники). Цей термін, використаний у самому діалозі, згадується як заголовок діалогу(разом із підзаголовком «Про філософію») у переліку Діогена Лаертського про тетралогіюТрассила. Латинські переклади «Amatores»(Коханці) і «Rivales»(Суперники) також використовуються як назва діалогу.

## Огляд
«Коханці-суперники» — це атлет та молодий чоловік, віддані гуманітарним наукам, mousikē (музика) в оригінальному тексті є терміном, що в давні часи містив у собі: музику, поезію та філософію. Діалог починається зі Сократа, що заходить у граматичну школу, де двоє хлопців сперечаються щодо чогось пов'язаного з навчанням. Сократ запитує особу, що поруч з ним, яка є коханцем (покровителем) одного зі хлопців, чи їхня сварка стосується важливого філософського питання. Судячи з відповіді, Сократ є під враженням, що цей чоловік загалом зневажливо ставиться до філософії, з ним погоджується інший чоловік, який перебиває пояснюючи, що попередній краще спеціалізується у спортивному «задушенні» ніж у філософії.
Сократ вирішує поставити обидвом запитання: «Чи філософія є благородна і гідна захоплення? (kalon)» Той «мудріший» чоловік відповів, що вона є такою. Сократ продовжив і запитав його, чи він дійсно знає, що таке філософія в першу чергу. Той ствердив, що знає, і відповів, що філософія є по суті всеосяжною наукою. З допомогою атлета-опонента, який знає, що користь вправ залежить від того, чи ви їх робите правильну, а не найбільшу кількість разів, Сократ зазначає, що це правило стосується більшості хороших речей. Точить далі бесіду і питає, що має вивчати той, хто філософствує (любить мудрість), якщо метою є не просто знати все на світі. «Мудріший» опонент висловлює свою думку, що філософ, який не має турбот фізичної праці, повинен прагнути розуміння усіх ремесел, настільки, що він лиш другий за майстерністю експерт у цій винятковій галузі, яка охоплює все. Сократ ставить під сумнів це сказання і змушує його визнати те, що у будь-яких збагненних обставинах  філософ буде непотрібним у порівнянні зі справжнім знавцем цього питання. Наприклад, лікар буде більш доречним за філософа у випадку хвороби, як і лоцман, коли треба вести судно певним маршрутом.
Сократ продовжує розвивати тему правильних зацікавлень філософа, які базуються на тому, що добро (яке співрозмовники узгодили відносити до філософії) критично залежить від розуміння, як відрізнити погану людину від хорошої і навчити гіршу стати кращою. Також потрібні відповідні знання, щоб призначати покарання. Це розуміння, «мудрий» коханець погодився, є навичкою судді. Сократ продовжує сперечатися, що цю тяму можемо визнати як справедливість, самоконтроль, самопізнання та усі ті уміння дипломата, короля (або тирана), керівника домогосподарства (чи господара). Висновок: це все, насправді, лише одна майстерність першочергового значення, у якій філософ має бути головний.
Коли Сократ вперше зустрів коханців-суперників, він вклав надію у розмову з атлетичним ентузіастом, який мав досвід «у справах, а не на словах». А в кінці філософ отримує аплодисменти натовпу за те, що змусив замовкнути «мудрішого» юнака, тож саме атлет-опонент погодився з висновками Сократа.
Сократ від першої особи розповідає про цю дискусію. Він це робить безупинно та без вказівки на цільову аудиторію. Розміром у трохи більше за сім Стефанських сторінок, «Коханці» — один з найкоротших діалогів Тразиланського канону робіт Платона (приблизно такого ж розміру, як «Гіппарх», але твір «Клітофон» менший за «Коханців»).

## Критика. Питання автентичності
Загалом, всі погоджуються, що діалог написаний у другій половині 4 століття до н.е і висловлює філософські погляди, якщо не самого Платона, то принаймні письменника  його тодішньої Академії.
Вердикт Штальбаума є типовим давнім науковим консенсусом: мова та стиль бездоганні і схожі до Платонових або ж Ксенофонтових, але матеріал створений не відповідно до Платонового філософського мислення. Джеральд Леджер зі своїм стильометричним аналізом робіт Платона не знайшов очікуваних статистичних подібностей грека у «Коханцях» і Платонових видатних робіт. Зате показав більшу статистичну схожість діалогу з роботами Ксенофонта. Якщо діалог постплатонічний, тоді це заперечує  наполягання Арістотеля на тому, що різновиди влади, якою володіє король, політик та господар є множинними й істотно окремими один від одного. (З іншого боку, можливо, Арістотель посилається у своїх роботах на «Коханців»)

## Реабілітація
У статті 1985 року Юлія Аннас стала на значний захист ймовірної цінності діалогу як автентичного Платонового творіння. Аннас не погоджується, що тягар відсутності доказів повинен лягти на плечі прихильника автентичності праці. І продовжує, виходячи з цього, що «Коханці» «не містять переконливих доказів за або ж проти автентичності». Найбільше, що будь-які дослідження можуть здійснити, це «довести, що „Коханці“ є ранньою роботою Платона». Її кілька аргументів, це правдивий центр твердження: якщо «Коханці» і «Перший Алківіад» є справжніми, то вони забезпечують й іншу втрачену спадщину Платонового мислення, супроти чого розуміємо його ставлення до самопізнання у «Харміді».